# Lekwa-Teemane
Lekwa-Teemane es un municipio local sudafricano situado en el distrito de Dr Ruth Segomotsi Mompati, en la provincia de Noroeste.

## Superficie
Lekwa-Teemane tiene una superficie de 3654 km².

## Demografía
En 2022, tenía 59 815 habitantes, una densidad poblacional de 16,37 hab./km², y 15 303 viviendas.